# Irene Dalby
Irene Dalby (31 maggio 1971) è un'ex nuotatrice norvegese.
Specializzata nello stile libero ha partecipato alle Olimpiadi di Atlanta 1996 e vinto numerose medaglie agli Europei.

## Palmarès
- Europei

Bonn 1989: bronzo negli 800m sl.
Atene 1991: oro nei 400m sl e negli 800m sl.
Sheffield 1993: argento negli 800m sl e bronzo nei 400m sl.
Vienna 1995: bronzo nei 400m sl e negli 800m sl.
- Vincitrice della Coppa del Mondo delle distanze lunghe sl nel 1996